# Christoph Van der Beken
Christophe Van der Beken (4 november 1980) is een Belgisch voormalig korfballer.

## Levensloop
Van der Beken was actief bij Borgerhout KC Daarnaast maakte hij deel uit van het Belgisch korfbalteam waarmee hij onder meer zilver behaalde op  het wereldkampioenschap van 2003.